# Eddy Hartono
Eddy Hartono Arbie (19 luglio 1964) è un ex giocatore di badminton indonesiano.

## Palmarès

### Olimpiadi
- 1 medaglia:
  - 1 argento (Barcellona 1992 nel doppio)